# Alexandre de Rhodes

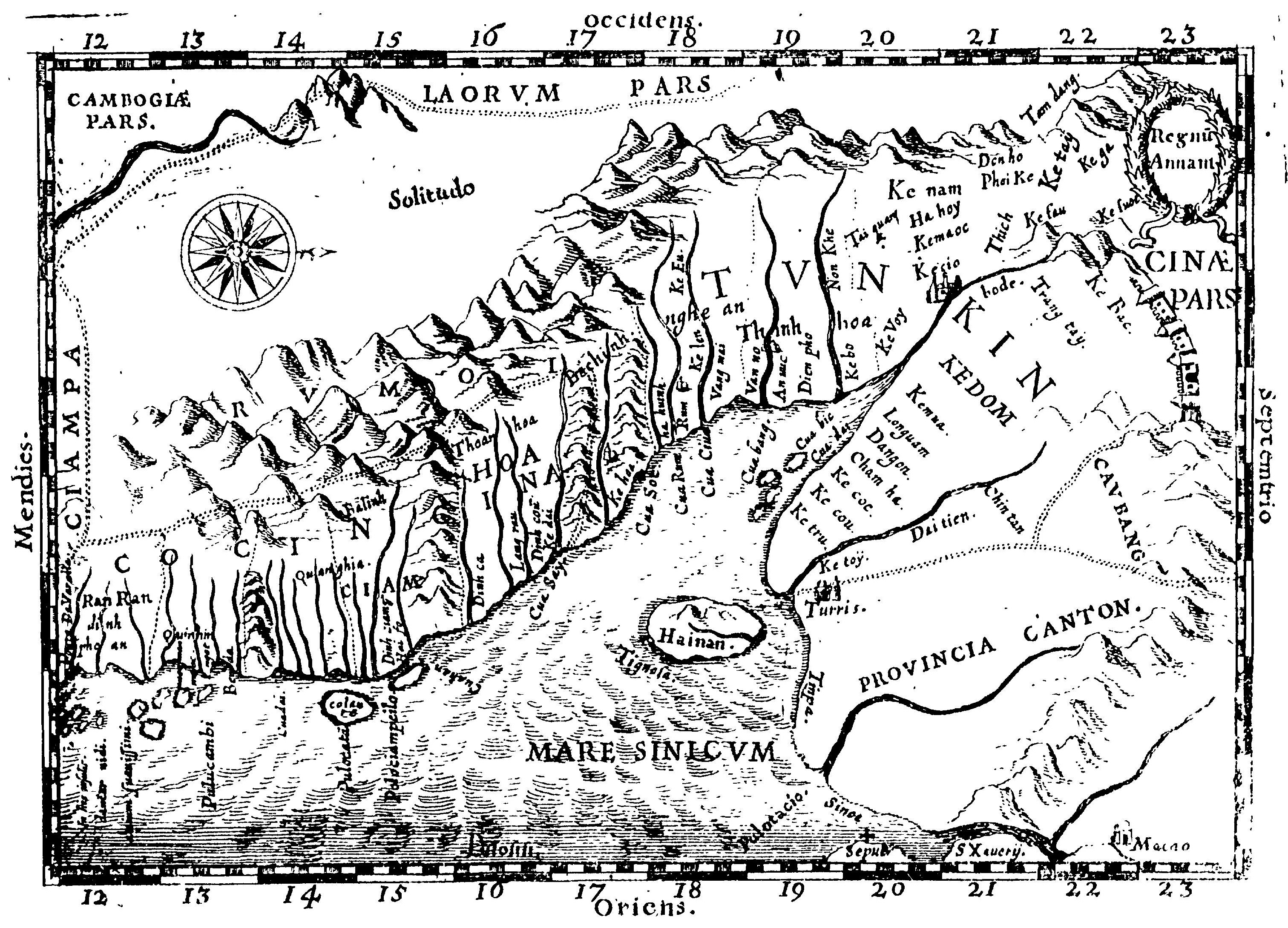
Mapa d'Annam dibuixat per Alexandre de Rhodes en 1651.

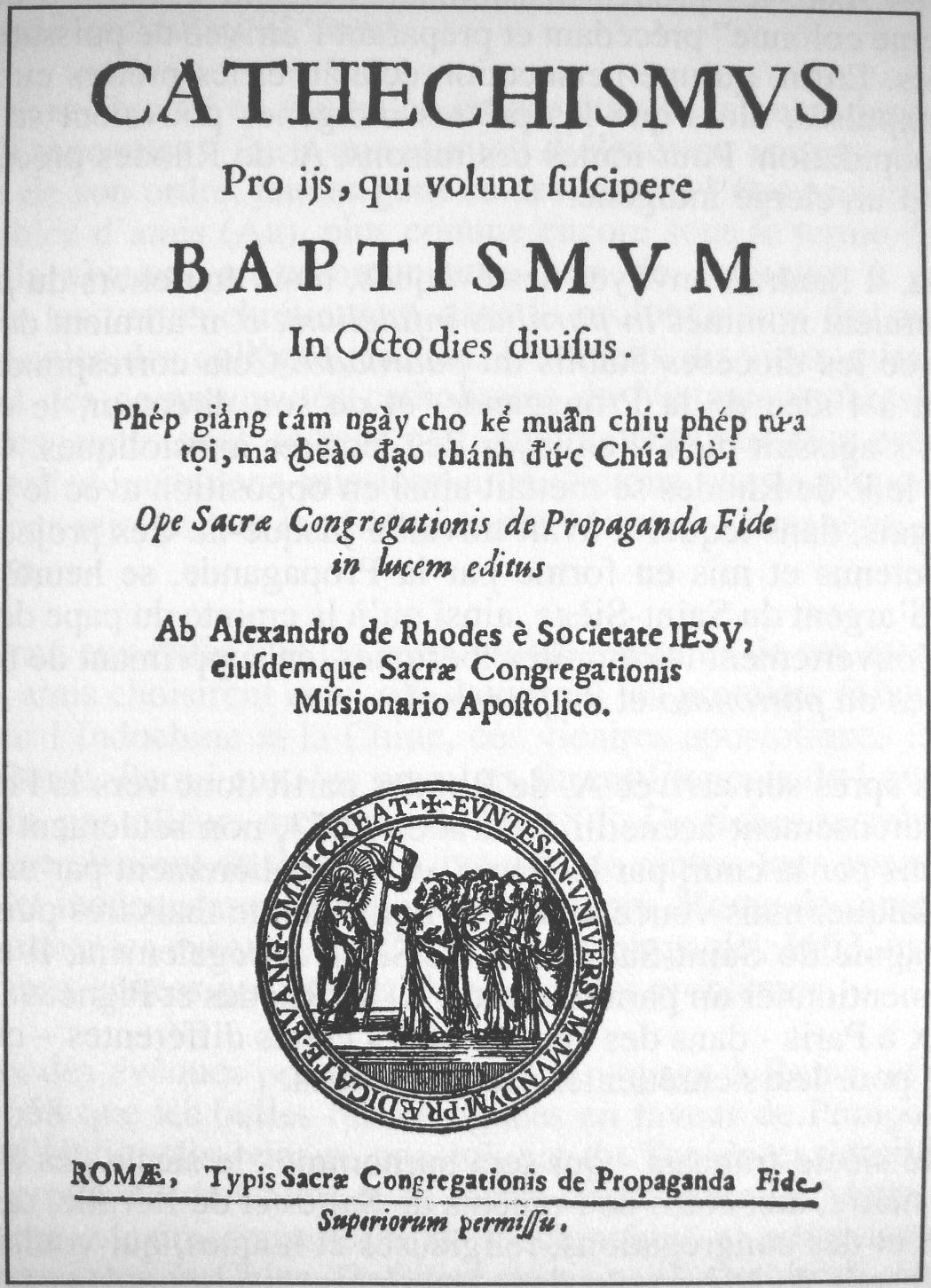
Catecisme llatí-vietnamita.

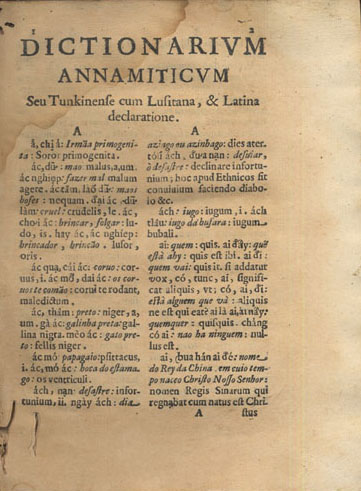
Dictionarium Annamiticum Lusitanum et Latinum de 1651.

Alexandre de Rhodes (conegut en vietnamita com a A-Lịch-Sơn Đắc-Lộ) (Avinyó, 15 de gener de 1591 - Esfahan, 5 de novembre de 1660), fou un missioner jesuïta i lingüista francès de rellevant actuació a l'Àsia. És conegut sobretot per haver desenvolupat la primera transcripció fonètica i romanitzada de la llengua vietnamita, el Quốc ngữ (escriptura nacional).

## Biografia
Procedia d'una família de marrans aragonesos (de Calataiud) que, després de ser processats per la Inquisició espanyola, van fugir a Avinyó al segle xv.
El 14 abril 1612 va ingressar a la Companyia de Jesús a Roma, on estudia teologia i ciències naturals amb Christopher Clavius i altres mestres. En 1618 emprèn el seu primer viatge missioner al Japó, però primer passa tres anys a la colònia índia portuguesa de Goa. En 1623 arriba a Macau; allà s'assabenta que les condicions per als missioners al Japó havien empitjorat notòriament, per la qual cosa es dirigeix a Indoxina. Roman des de 1624 a Cotxinxina, i enk1627 es trasllada a Tonquín, on existia una missió jesuítica a Hanoi des del 1615. Allí va estudiar amb un altre jesuïta, Francisco de Pina. Va mantenir una estreta relació amb la cort de Hanoi sota els regnats de Trịnh Tùng i Trịnh Tráng. Però en 1630 cau en desgràcia als ulls del regent Nguyễn Phúc Lan, que el condemna a mort, i ha d'anar 10 anys a Macau, on es dedica a ensenyar teologia. En 1640 retorna a la Cotxinxina, on es dedica a activitats missioneres. Entre 1645 i 1649 viatja per Java, Índia, Pèrsia, Armènia i Anatòlia, i retorna a Roma. Allà recomana la reforma de l'administració eclesiàstica a l'Àsia oriental, en particular l'establiment de bisbats autònoms de Portugal que després seran anomenats vicaris apostòlics. Va ser recolzat per François Pallu i Pierre Lambert de la Motte, els primers membres de la Societat de Missions Estrangeres de París, que van ser enviats a l'Extrem Orient en condició de vicaris apostòlics.
En 1655 és enviat a Pèrsia, on roman fins a la seva mort.
La seva obra més important va ser el desenvolupament de l'alfabet vietnamita, conegut popularment com a Chữ Quốc ngữ, basat en l'alfabet llatí, per a la qual cosa es recolzarà en el treball previ dels missioners portuguesos Gaspar do Amaral i António de Barbosa; confeccionarà un diccionari llatí-portuguès-vietnamita.
El 1943, com a homenatge, la colònia francesa d'Indoxina va emetre un segell de 30 cèntims amb la imatge d'Alexandre de Rhodes. El 2001, l'artista vietnamita Nguyễn Đình Đăng va confeccionar una pintura d'homenatge a Alexandre de Rhodes i Nguyễn Văn Vĩnh.

## Obres
- Relazione de' felici successi della Santa Fede predicata da' Padri della Compagnia di Giesu nel Regno di Tunchino, 1650
- Dictionarium Annamiticum, Lusitanum, et Latinum ope sacrae congregationis de propaganda fide in lucem editam ab Alexandro de Rhodes e Societate IESU, eiusdemque Sacrae Congregationis Missionario Apostolico, Roma, 1651.
- Tunchinensis historiæ libri duo, quorum altero status temporalis huius regni. altero mirabiles evangelicae praedicationis progressus referuntur. coeptae per patres Societatis Jesu, ab anno 1627 ad annum 1646, Lyon, 1652
- Histoire du Royaume de Tunquin, et des grands progrez que la predication de l'evangile y a faits en la conuersion des infidelles. Depuis l'année 1627. iusques à l'année 1646. / 1652 Relation des progrez de la foy au Royaume de la Cochinchine vers les derniers quartiers du Levant, 1652
- Sommaire des divers voyages, et missions apostoliques, du R. P. Alexandre de Rhodes ... à la Chine, & autres royaumes de l'Orient, auec son retour de la Chine à Rome. Depuis l'année 1618 jusques à l'année 1653, 1653
- La glorieuse mort d'André catechiste de la Cochinchine, qui a le premier versé son sang pour la querelle de Iesus-Christ, en cette nouuelle Eglise, París, 1653
- Histoire de la vie et de la glorieuse mort de cinq peres de la Compagnie de Iesus, qui ont souffert dans le Iapon. Auec trois seculiers, en l'année 1643, 1654
- La glorieuse mort d'André catechiste de la Cochinchine, 1654
- Divers voyages du P. Alexandre de Rhodes en la Chine, & autres Roiaumes de l'Orient, auec son retour en Europe par la Perse & l'Armenie, 1666